# Ареналес Каталан, Эмилио
Эмилио Ареналес Каталан (исп. Emilio Arenales Catalán) (10 мая 1922, Гватемала, Гватемала — 17 апреля 1969, там же) — гватемальский дипломат и государственный деятель, министр иностранных дел Гватемалы (1966—1969), председатель 23-й сессии Генеральной Ассамблеи ООН.

## Биография
После окончания гватемальского Института Модело получил степени бакалавра наук и искусств, а после завершения обучения в Государственном университете Сан-Карлос — бакалавра и магистра социальных и юридических наук.
В 1943 г. входил в состав университетского совета Университета Сан-Карлос. В 1944 г. являлся председателем Гватемальской ассоциации юристов.
Затем работал в Организации Объединенных Наций по вопросам образования, науки и культуры (ЮНЕСКО):
- 1946—1947 гг. — юрисконсульт Подготовительной комиссии ЮНЕСКО, руководитель отдела по связям с Организацией Объединенных Наций и специализированными учреждениями,
- 1947 г. — заместитель руководителя представительства в Латинской Америке,
- 1947—1949 гг. — заместитель руководителя Секции международных отношений и советник по международным отношениям ЮНЕСКО,
- 1948 г. — секретарь комиссии по международным отношениям Генеральной конференции в Бейруте, делегат Региональной конференции по научному сотрудничеству в Монтевидео,
- 1948 г. — руководитель представительства ЮНЕСКО в Латинской Америке. Являлся генеральным секретарем Международной конференции по Амазонской гилее, проходившей в Перу и Бразилии.

В 1954 и 1955 гг. участвовал в работе пятой и шестой сессий Комитета Организации Объединенных Наций по информации о несамоуправляющихся территориях и являлся председателем этого комитета в 1956 г. В 1957 г. был избран заместителем председателя Совета по Опеке, а в 1958 г. — его председателем.
В 1955—1958 гг. — постоянный представитель Гватемалы при Организации Объединенных Наций. Участвовал в девятой, десятой, одиннадцатой и двенадцатой сессиях Генеральной Ассамблеи в 1954—1957 гг. На двенадцатой сессии в 1957 г. был избран председателем Комитета по специальным политическим вопросам.
В 1958 г. возвратился в Гватемалу, где до 1966 г. занимался частной юридической практикой.
В июле 1966 г. был назначен министром иностранных дел Гватемалы. На этом посту занимал должность председателя 23-й сессии Генеральной Ассамблеи ООН.